# La peluca
La peluca (span. für „Die Perücke“) ist eine schwarze Komödie/Filmkomödie von Emiliano Rocha Minter. Der Film soll im Juni 2024 beim Festival Internacional de Cine en Guadalajara seine Premiere feiern.

## Handlung
Der Filmregisseur Silvestre Lorna Silvestre erhält eine Einladung zu einem Treffen mit einem Millionär namens Ricky. Silvestre beschließt, sein Glück zu versuchen und bei dieser Gelegenheit sein neustes Filmprojekt vorzustellen, ein mehr als dreistündiges mexikanisches Epos über das Leben des mexikanischen Staatsmannes Benito Juárez. Das Treffen findet bei Ricky zu Hause statt, ein paar Stunden von der Stadt entfernt.
Silvestre kommt voller Begeisterung zum Treffen, doch die Dinge laufen nicht wie geplant. Er ist das Opfer eines ausgeklügelten Streichs geworden.

## Produktion

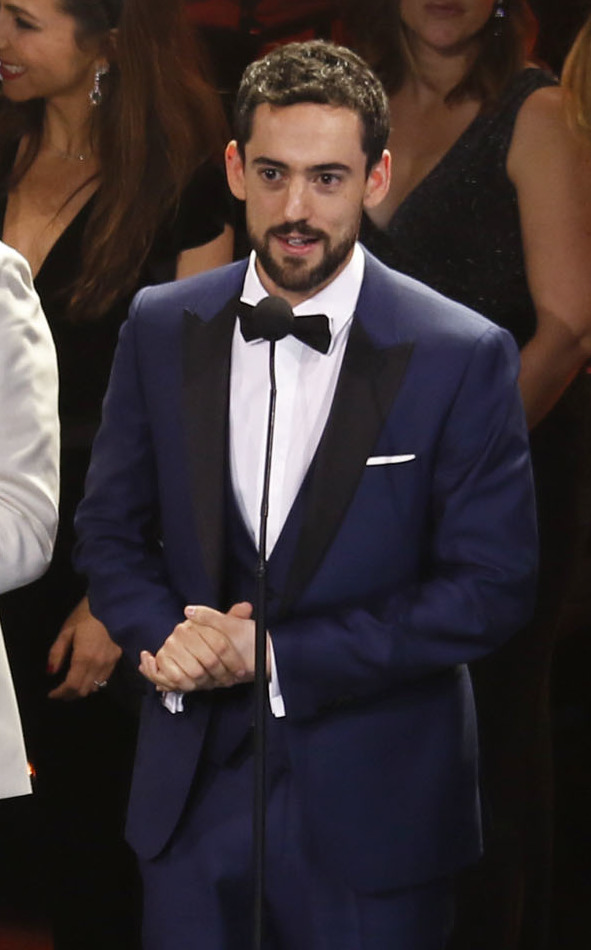
Luis Gerardo Méndez spielt den Millionär Ricky

Regie führte Emiliano Rocha Minter, der auch das Drehbuch schrieb. Es handelt sich um seinen zweiten Spielfilm nach Tenemos la carne von 2016.
Gabino Rodríguez, bekannt aus Filmen wie Fauna von Nicolás Pereda und Son of Monarchs von Alexis Gambis, spielt den Filmregisseur Silvestre Lorna. Luis Gerardo Méndez, bekannt aus Filmen wie 3 Engel für Charlie von Elizabeth Banks und Murder Mystery von Kyle Newacheck, spielt den Millionär Ricky. In den weiteren Rollen sind Daniel Giménez Cacho, Silverio Palacios und María Evoli zu sehen. Letztere spielte bereits in Tenemos la carne.
Die Premiere des Films ist im Juni 2024 beim Festival Internacional de Cine en Guadalajara geplant.